# Noma Dumezweni
Noma Dumezweni (28 de juliol de 1969) és una actriu anglesa originària de Swazilàndia. L'any 2006 va guanyar el premi Laurence Olivier pel seu paper en A Raisin in the Sun. Representa el personatge de Harry Potter Hermione Granger en el teatre West End i a Broadway en Harry Potter i el llegat maleït amb la qual va obtenir un segon premi Laurence Olivier i una nominació al Premi Tony. El seu paper d'Hermione va, per mor de ser negra va aixecar polèmica a la xarxa. L'escriptora de la saga J.K Rowling va defensar que mai no parla del color de pell del personatge en els seus llibres i que era encantada de l'actuaciío de Dumezweni.

## Filmografia
| Any       | Títol                            | Format      | Paper                                   | Notes                               |
| --------- | -------------------------------- | ----------- | --------------------------------------- | ----------------------------------- |
| 2001      | Macbeth                          | Telefilm    | Bruixa                                  |                                     |
| 2002      | Dirty Pretty Things              | Pel·lícula  | Celia                                   |                                     |
| 2003      | Holby City                       | Sèrie de TV | Hannah Keelan                           | Episodi: "The One You Love: Part 2" |
| 2005      | Silent Witness                   | Sèrie de TV | DS Erin Jacobs                          | 2 episodis                          |
| 2005      | The Bill                         | Sèrie de TV | Gerent de la Societat de la Construcció | Episodi: "403"                      |
| 2006      | Mysterious Creatures             | Telefilm    | Chanelle Pinkerton                      |                                     |
| 2006      | Holby City                       | Sèrie de TV | Hesta Mukaka                            | Episodi: "Fly Me to the Moon"       |
| 2006      | After Thomas                     | Telefilm    | Paula Murray                            |                                     |
| 2007      | Shameless                        | Sèrie de TV | La senyora Newman                       | Episodi: "4.5"                      |
| 2007      | The Grey Man                     | Telefilm    | Sergent                                 |                                     |
| 2007      | Fallen Angel                     | Sèrie de TV | Carla                                   | Episodi: "The Four Last Things"     |
| 2007      | New Tricks                       | Sèrie de TV | Sophie Oyekambi                         | Episodi: "Casualty"                 |
| 2007      | Gent del barri (EastEnders)      | Sèrie de TV | D.C. Wright                             | Episodi: "17 agost 2007"            |
| 2008      | The Last Enemy                   | Sèrie de TV | Valerie                                 | Episodi: "1.1"                      |
| 2008      | The Colour of Magic              | Telefilm    | Marchessa                               |                                     |
| 2008      | Fallout                          | Telefilm    | Joyce Abena                             |                                     |
| 2008      | The Escort                       | Curt        | La senyora Williams                     |                                     |
| 2008–2009 | Doctor Who                       | Sèrie de TV | Capitana Erisa Magambo                  | 2 episodis                          |
| 2012      | Casualty                         | Sèrie de TV | Marsha Chilcot                          | 2 episodis                          |
| 2012      | Teeth                            | Curt        | La senyora Taylor                       |                                     |
| 2012      | Magpie Sings the Blues           | Curt        | Dra. Marcia Hammond                     |                                     |
| 2013      | Frankie                          | Sèrie de TV | Angie Rascoe                            | 6 episodis                          |
| 2015      | Midsomer Murders                 | Sèrie de TV | Ailsa Probert                           | Episodi: "Murder by Magic"          |
| 2015      | Capital                          | Sèrie de TV | Greaves                                 | 2 episodis                          |
| 2015      | Casualty                         | Sèrie de TV | Susan Blossom                           | Episodi: "Maybe This Year"          |
| 2015      | Noma, My Perfect Storm           | Documental  | Noma Dumezweni                          |                                     |
| 2017      | Philip K. Dick's Electric Dreams | Sèrie de TV | Agent superior Okhile                   | Episodi: "The Hood Maker"           |
| 2018      | Black Earth Rising               | Sèrie de TV | Alice Munezero                          |                                     |
| 2018      | Mary Poppins Returns             | Pel·lícula  | La senyoreta Penny Farthing             |                                     |
| 2019      | The Boy Who Harnessed the Wind   | Pel·lícula  | Edith Sikelo                            |                                     |
| 2019      | The Kid Who Would Be King        | Pel·lícula  | Mrs. Lee                                |                                     |
| 2020      | Normal People                    | Sèrie de TV | Gillian                                 | 1 episodi                           |
| 2020      | The Undoing                      | Sèrie de TV | Haley Fitzgerald                        | 4 episodis                          |
| 2021      | Pose                             | Sèrie de TV | Tasha Jackson                           | 1 episodi                           |
| 2021–2022 | Made for Love                    | Sèrie de TV | Fiffany                                 |                                     |
| 2022      | The Watcher                      | Sèrie de TV | Theodora Birch                          |                                     |
| 2023      | La sireneta (The Little Mermaid) | Pel·lícula  | Reina Selina                            |                                     |